# Gonna Make Ya Move (Don’t Stop)
Gonna Make Ya Move (Don’t Stop) – debiutancki singel amerykańskiej wokalistki Pink, wydany w roku 1998 w Europie i Stanach Zjednoczonych, nie wydany z kolei na żadnym albumie artystki. W 1999 roku odbyła się reedycja singla, wydanego wówczas w postaci remiksa.